# Residenza di caccia

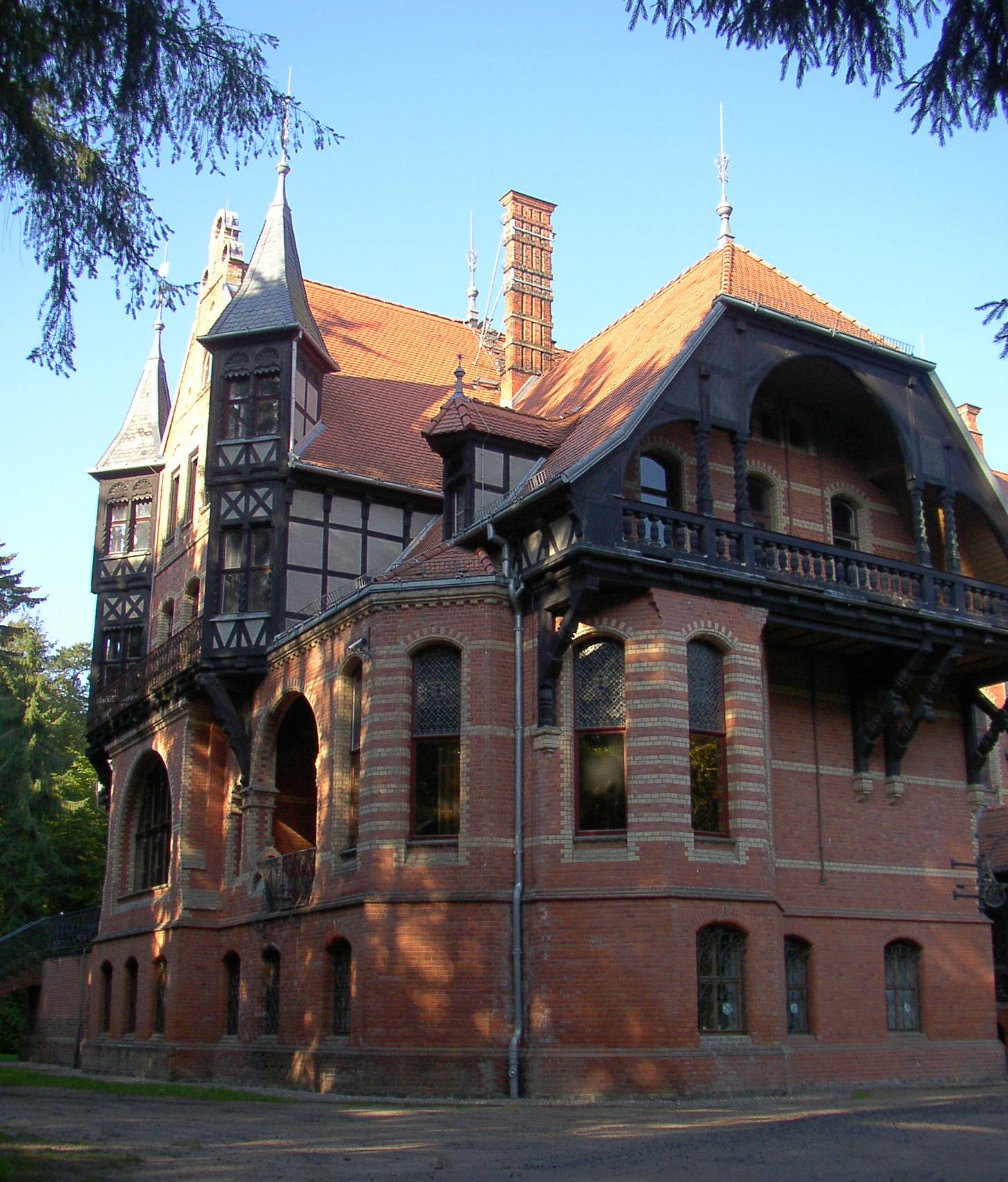
La residenza di caccia di Gelbensande, in Germania.

La residenza di caccia, conosciuta anche come palazzina di caccia, loggia di caccia o col termine tedesco di Jagdschloss, è una struttura spesso in forma di piccolo castello o villa costruita in parchi naturali, foreste o nei pressi di laghi ed utilizzata dai membri dell'aristocrazia come base per battute di caccia o come residenza durante i periodi legati a questi svaghi. Talvolta il termine di residenza di caccia poteva divenire sinonimo del francese Maison de plaisance che ad ogni modo indicava una residenza di svago, talvolta slegata dal contesto della caccia.

## Contesto
Le residenze di caccia erano spesso luoghi dove un principe locale, accompagnato dalla propria corte, poteva sostare durante i periodi delle battute di caccia, lontano dalle corti e dalle città. Il luogo era un importante elemento di socializzazione dal momento che spesso alla caccia facevano seguito lauti banchetti e feste.
Esse, almeno in origine, si distinguevano dalle strutture di ville e palazzi per l'architettura interna ed esterna, spesso realizzata con materiali come legno e pietra per ravvicinarsi maggiormente al contesto naturale. Successivamente, a partire soprattutto dal Settecento, le residenze di caccia si tramutarono sempre più in autentici palazzi dove ospitare diverse centinaia di persone e assunsero quindi le fattezze di regge e castelli. All'interno, spesso, le sale erano decorate con trofei di caccia o decorate con affreschi e dipinti raffiguranti scene di caccia, arredate in modo spartano ed essenziale.
Indispensabili nelle palazzine di caccia erano dunque le stalle ed una serie di altri edifici minori che dovevano servire per ritirare gli attrezzi necessari alla caccia, oltre alle carrozze con cui l’entourage seguiva le battute.

## Esempi di residenze di caccia in Europa

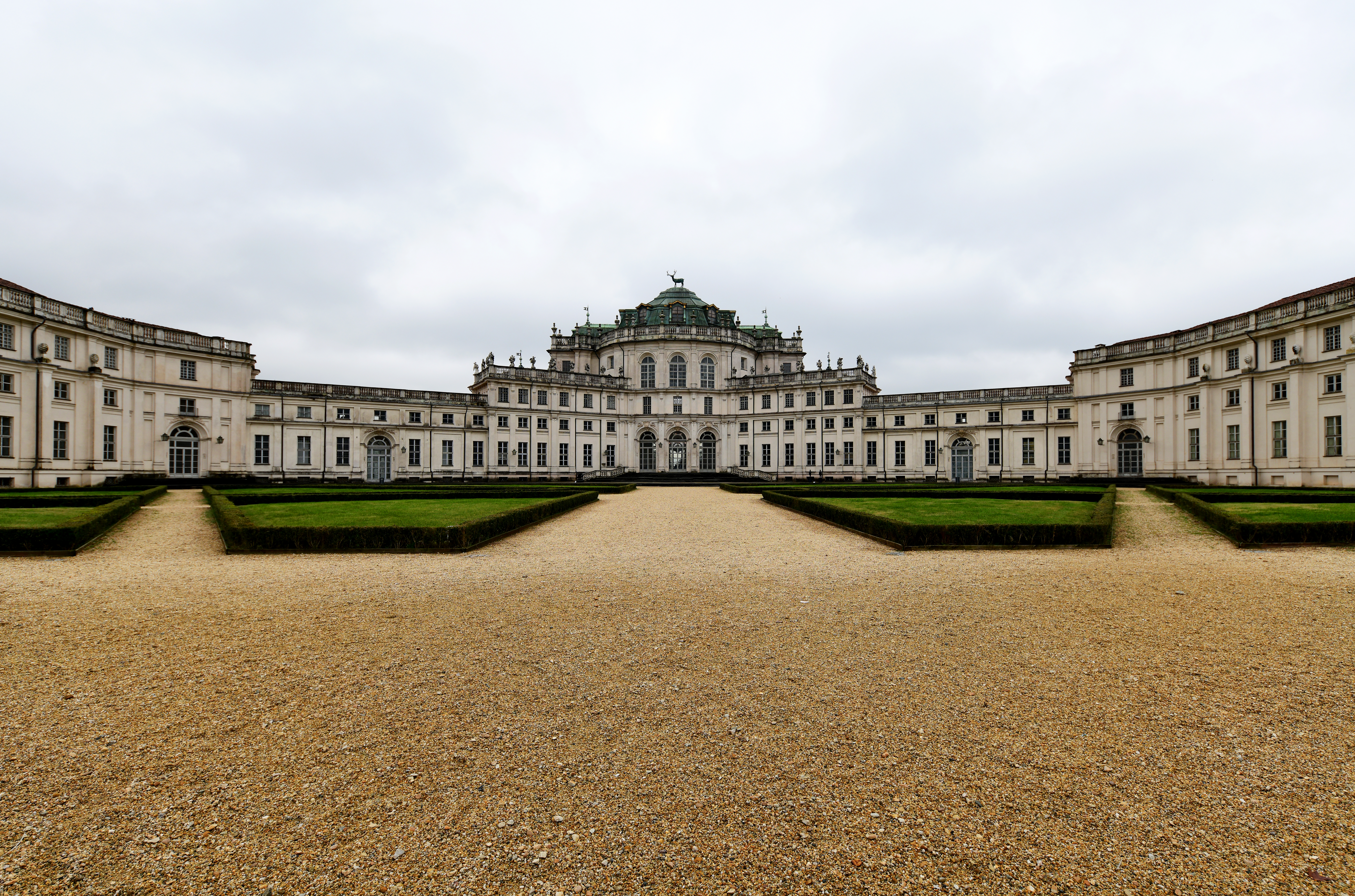
Palazzina di caccia di Stupinigi

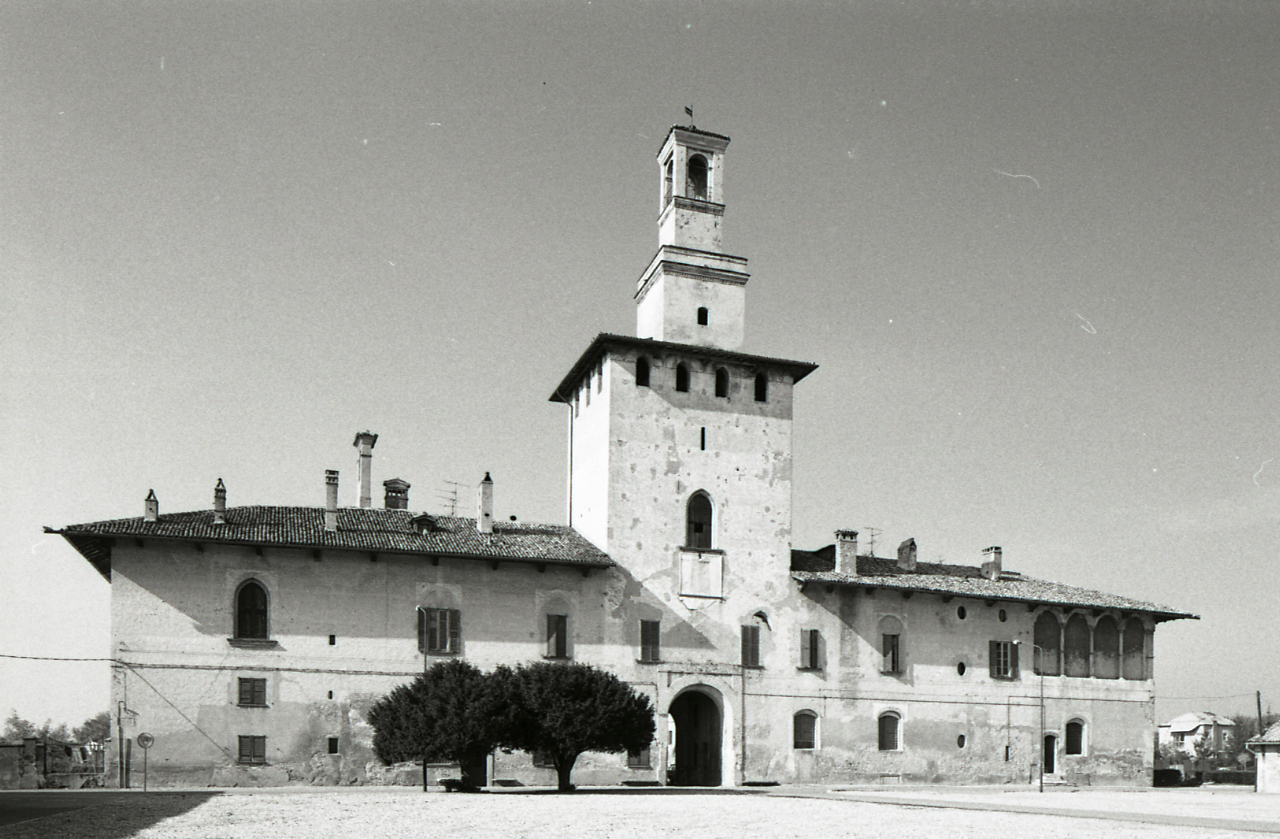
Il Castello visconteo di Cusago

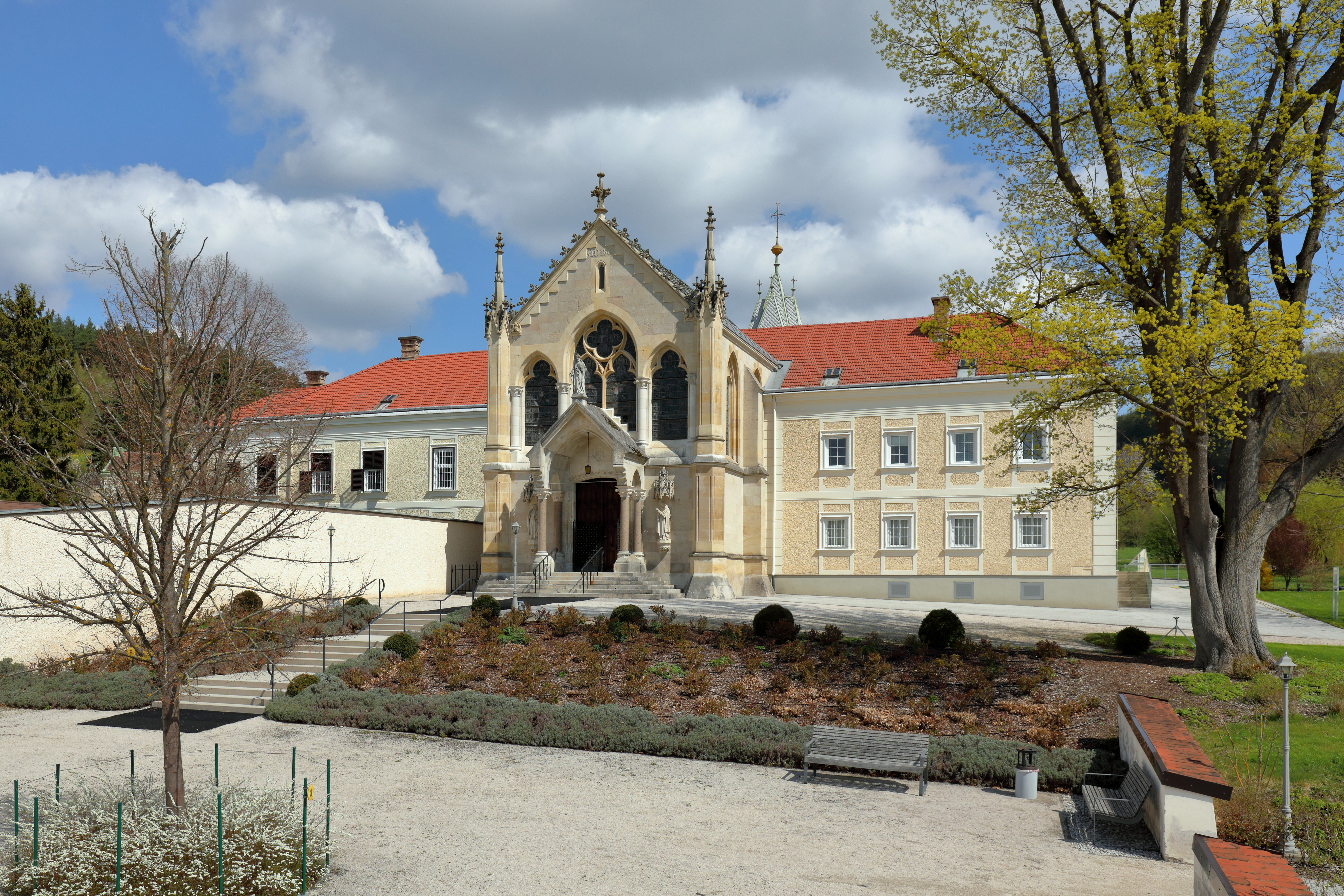
Il Castello di Mayerling.

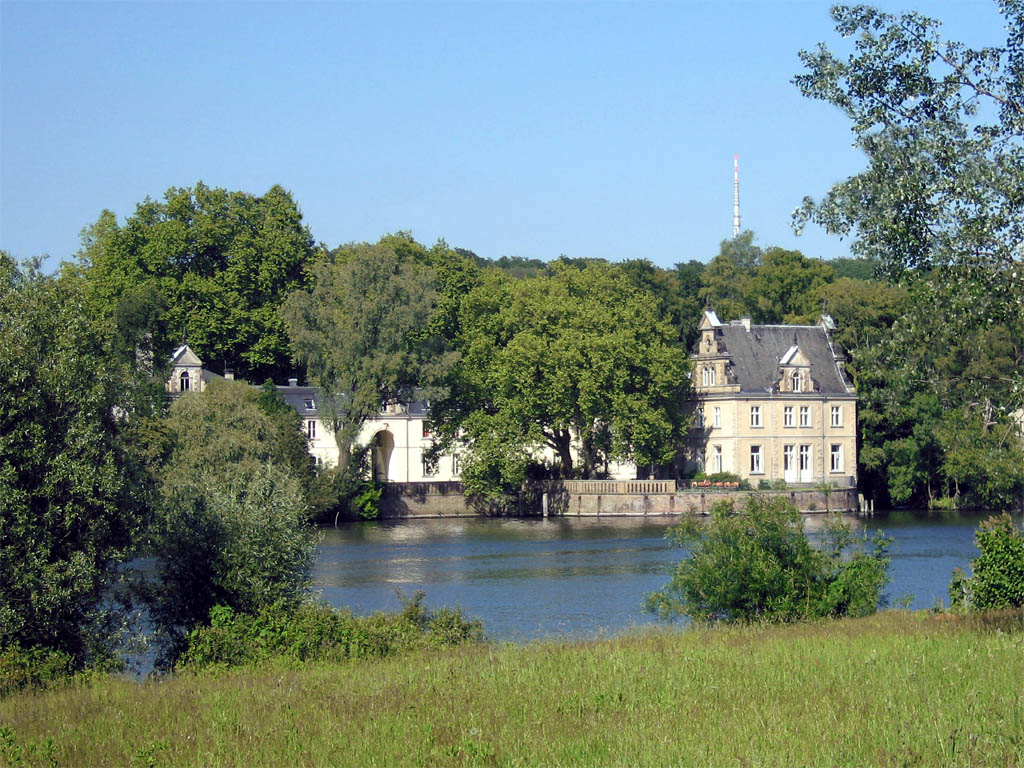
Residenza di caccia di Glienicke

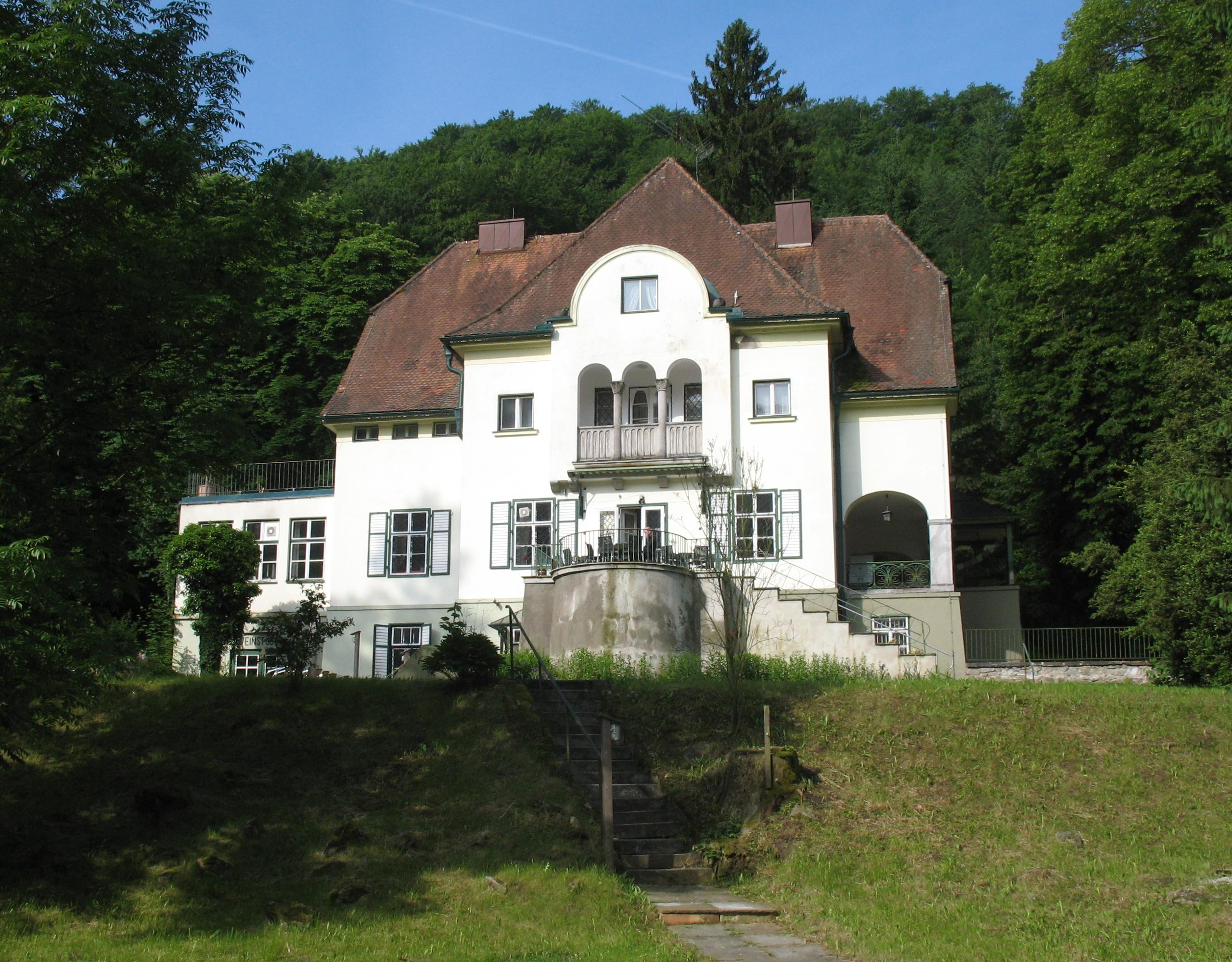
Residenza di caccia di Wolfstein a Kochholz

### Italia
- Palazzina di caccia di Stupinigi, Stupinigi
- Reggia di Venaria Reale, Venaria Reale
- La Bizzarrìa, Druento
- Villa medicea di Cerreto Guidi, Cerreto Guidi
- Villa medicea di Coltano, Coltano
- Villa Moschini, Goito
- Villa Galvagnina Vecchia, Moglia
- Castello visconteo di Cusago, Cusago
- Castello di Mirabello, Pavia
- Castello di Bereguardo, Bereguardo
- Villa Gaia, Robecco sul Naviglio
- Real Casina di caccia di Ficuzza, Ficuzza

### Austria
- Castello di Mayerling, Alland
- Hermesvilla, Vienna
- Castello di Kaiserebersdorf, Vienna
- Castello di Halbturn, Halbturn

### Germania
- Amalienburg nel parco del Castello di Nymphenburg
- Residenza di caccia di Augustusburg
- Clemenswerth
- Palazzo Engers
- Palazzo Falkenlust nel parco di Augustusburg, Brühl
- Residenza di caccia di Gelbensande
- Residenza di caccia di Glienicke
- Residenza di caccia di Granitz
- Residenza di caccia di Grünau, Neuburg
- Residenza di caccia di Grunewald, Berlino
- Residenza di caccia di Hubertusstock, Schorfheide
- Castello di Kärlich, Coblenza
- Residenza di caccia di Kranichstein, Darmstadt
- Residenza di caccia di Letzlingen
- Castello di Moritzburg in Sassonia
- Residenza di caccia di Quitzin nella Pomerania occidentale
- Residenza di caccia di Rominten
- Residenza di caccia di Springe
- Residenza di caccia di Stern, Potsdam
- Castello di Wolfsgarten, Assia
- Residenza di caccia di Wolfstein, Kochholz

### Regno Unito
- Castello di Balmoral, Crathie